# 광해군의 중립외교
광해군은 명과 후금중 어느 쪽의 편도 들지 않고 외교적 중립을 유지하였다. 이를 광해군의 중립외교(光海君－中立外交)라고 한다. 뒤에 인조반정의 빌미가 된다.

## 배경
선조는 임진왜란이 끝나고도 9년이나 더 재위한 다음 타계했으며, 1608년에 세자 광해군(光海君, 1608~1623)이 그 뒤를 이어 왕위에 올랐다. 광해군은 유능한 왕자로서 왜란 때에는 항일의 공로도 매우 컸으나, 혈통상으로는 이복동생인 영창대군(永昌大君)에 비해 불리한 조건에서 왕위에 올랐다. 이것이 광해군시대를 어렵게 만든 요인이 되었다.
광해군을 추종한 북인은 원래 동인 중에서 이황 문인을 제외한 여러 파벌이 연합한 붕당이어서 조식과 서경덕의 문인이 중심을 이루었다고는 하지만 쉽게 분열될 소지를 안고 있었다.
광해군의 세자 책봉을 둘러싸고 영창대군의 혈통을 존중하면서 훈척의 정치 간여에 비판적 입장을 지닌 명분주의자가 소북(小北)을 형성하고, 광해군의 혈통상 약점보다는 항일의 공적과 능력을 존중하여 부국강병을 추구하려는 현실주의자가 대북(大北)을 형성했다. 대북파는 임진왜란중에 의병 활동을 적극적으로 전개했고, 그 여세를 몰아 소북파를 압도해 광해군을 추대한 후 권력을 잡았다. 대북파는 먼저 전쟁 중에 피폐된 산업을 복구하고, 부강한 국가를 재건하기 위해 토지 조사 사업과 호적 조사 사업을 실시하고, 공납제를 대동법(大同法)으로 바꾸어 처음으로 경기도에 시행하였으며, 성지(城地)와 무기를 수리하여 군사훈련을 강화했다.
이 밖에 전란을 전후하여 기근이 계속되고 질병이 만연하여 인명의 손실이 많았던 경험을 살려 허준(許浚)과 정작(鄭?)으로 하여금 《동의보감》(1596~1610)을 편찬하게 하였다. 이 책은 도교 의술을 도입하여 조선 초기에 정리된 의학서를 한 수준 높였으며, 동아시아 의학 발전에 크게 공헌했다. 또한 《동국여지승람》, 《국조보감》, 《경국대전》, 《악학궤범》, 《고려사》, 《용비어천가》, 《삼강행실도》 등 건국 초에 간행되었던 문헌들을 재간하고, 전라도 무주(茂朱)의 적상산(赤裳山)에 사고(史庫)를 새로 설치하는 등 문화 중흥에도 힘을 기울였다.
한편, 인왕산 기슭에 왕기(王氣)가 있다는 풍수가의 주장에 따라 1617년(광해군 9년)에 서대문 부근에 경덕궁(慶德宮, 서궐)을 건설한 것도 이때였다. 또한 교하(交河)로 서울을 옮기려는 계획도 세웠으나 실현되지 않았다.

## 대외 정책
광해군의 재임시절의 정책 중에서 가장 돋보이는 것은 대외정책이었다. 임진왜란 때 원병을 보내면서 조선을 도왔던 명나라는 왜란 후 국력이 한층 쇠약해졌다. 이 틈을 이용하여 압록강 북쪽에 살던 여진족 사회에서는 급속한 통일운동이 일어났다. 만포진 건너편 주위 여진의 추장 누르하치는 흥경노성을 근거로 하여 주변의 여진족들을 복속시키더니, 1616년(광해군 8년) 마침내 나라 이름을 ‘후금(後金)’이라 하고 스스로 한(왕)이라 칭하였다. 그는 계속하여 서쪽으로 세력을 뻗쳐 1618년에는 푸순(撫順)을 점령하고 명나라에 대하여 전쟁을 포고했다.
명나라는 큰 병력을 풀어서 후금을 공격하는 한편, 조선에 대해서 지원병을 보내줄 것을 요청해 왔다. 조선은 명나라의 요청을 받아들여 1619년 1만 3천 명나라의 원병을 보냈으나,광해군은 강홍립에게 정세를 파악하여 상황에 맞춰 행동하라 지시하였다. 도원수 강홍립(姜紅立)은 후금의 감정을 자극하지 않기 위해 후금과 휴전을 맺었고, 그 후 명나라는 모문룡(毛文龍) 부대를 압록강 입구의 가도(假島)에 주둔케 하였으나, 조선 측은 그들의 식량을 지원하면서, 다른 한편으로는 후금과 친선을 도모하여 중립적인 정책을 취했다. 다시 말해 명나라와 후금의 싸움에 말려들지 않으면서 내치와 국방에 주력하는 실리정책을 펴나갔다.

## 대내 정책
한편, 광해군은 붕당정치의 폐단을 극복하기 위해 처음에는 이원익(李元翼)을 비롯한 남인과 정인홍(鄭仁弘)·이이첨(李爾瞻)·이산해(李山海) 등 대북인을 골고루 등용했으나, 자신의 친형인 임해군(臨海君)과 인목대비의 아들인 영창대군을 왕으로 옹립하려는 움직임에 위협을 느껴 1613년(광해군 5년) 인목대비를 폐위시키고 영창대군을 살해하는 등 반대파 정적들을 과격한 수단으로 제거했다. 이를 계축옥사(癸丑獄死)라 한다.
특히 1611년(광해군 3년)에 정인홍의 주장으로 남인의 추앙을 받던 이언적과 이황을 문묘제사에서 삭제하고, 이를 반대하는 성균관 유생들을 축출한 사건은 유생들의 반발을 사는 계기가 되었다. 결국 광해군의 급진적 개혁은 왕권을 강화하고 국력을 키우는 데 큰 효과를 보았으나, 법가의 패도를 빌린 까닭으로 성리학의 명분론에 어긋나는 점이 많아 사림의 불만을 사게 되었다.

## 같이 보기
- 인조반정